# Новокузнецкий железнодорожный узел
Новокузне́цкий железнодоро́жный у́зел. Электрифицирован в 1937 году. Имеются линии на НКМК от Новокузнецка, на НКАЗ и КЗФ от Запсибовской линии. Пригородные электрички в соответствии с расписанием, публиковавшимся в газете Кузнецкий рабочий имели конечные пункты — Новокузнецк Сортировочный, Новокузнецк, Водный, Островская, Гидрошахта, 28 км.

## Предприятия
Эксплуатационное локомотивное депо.
В Новокузнецком пассажирском вагонном депо в 1996 году работало 3204 человек. Имеется эксплуатационное депо на станции Новокузнецк-Северный.
Вагонная ремонтная компания. Филиал на станции Новокузнецк-Сортировочный
Новокузнецкая узловая железнодорожная больница, Новокузнецкий профилакторий РЖД, Новокузнецкая школа — интернат РЖД, Учебный центр ОАО РЖД
Имеются Новокузнецкая и Полосухинская дистанция пути, Новокузнецкая дистанция электроснабжения, Новокузнецкая дистанция сигнализации, централизации и блокировки;
Путевая машинная станция на станции Абагур-Лесной

## Станции

### Кузбасская линия
с 1916 планировалась
- ст Новокузнецк (в 380 км от Трансиба)
- о.п. Локомотивное депо[1]
- ст. Новокузнецк-Сортировочный (в плане до 1931 Араличево)
- Бунгур

Ветки Новокузнецк — Заводская-сортировочная (КМК) и Новокузнецк-сортировочный — Заводская-сортировочная, Новокузнецк-сортировочный — Листвяги

### Южно-Кузбасская ветка Западно-Сибирской железной дороги
с 1934
- ст Новокузнецк
- Комсомольская площадка (1986—1993) (на линии из 383 км до Новокузнецка) после проезда под путепроводом в сторону Водной
- 383 км
- ст Новокузнецк-Восточный
- Красная горка

Мост через Кондому
- Абагуровский разъезд
- Родники
- Смирновка

Имеется ветка 383 км-Водный

### Абаканская линия
с 1958
- ст Новокузнецк
- 383 км
- Новокузнецк Восточный
- Абагур лесной
- Абагуровская площадка

Имеется ветка от Абагура через Муратово на Родники с поворотом в сторону Кондомского моста и Осинников

### Запсибовская линия
движение электропоездов с 1964
- ст. Новокузнецк-пассажирский

Станция Островская (панорама на 180°).

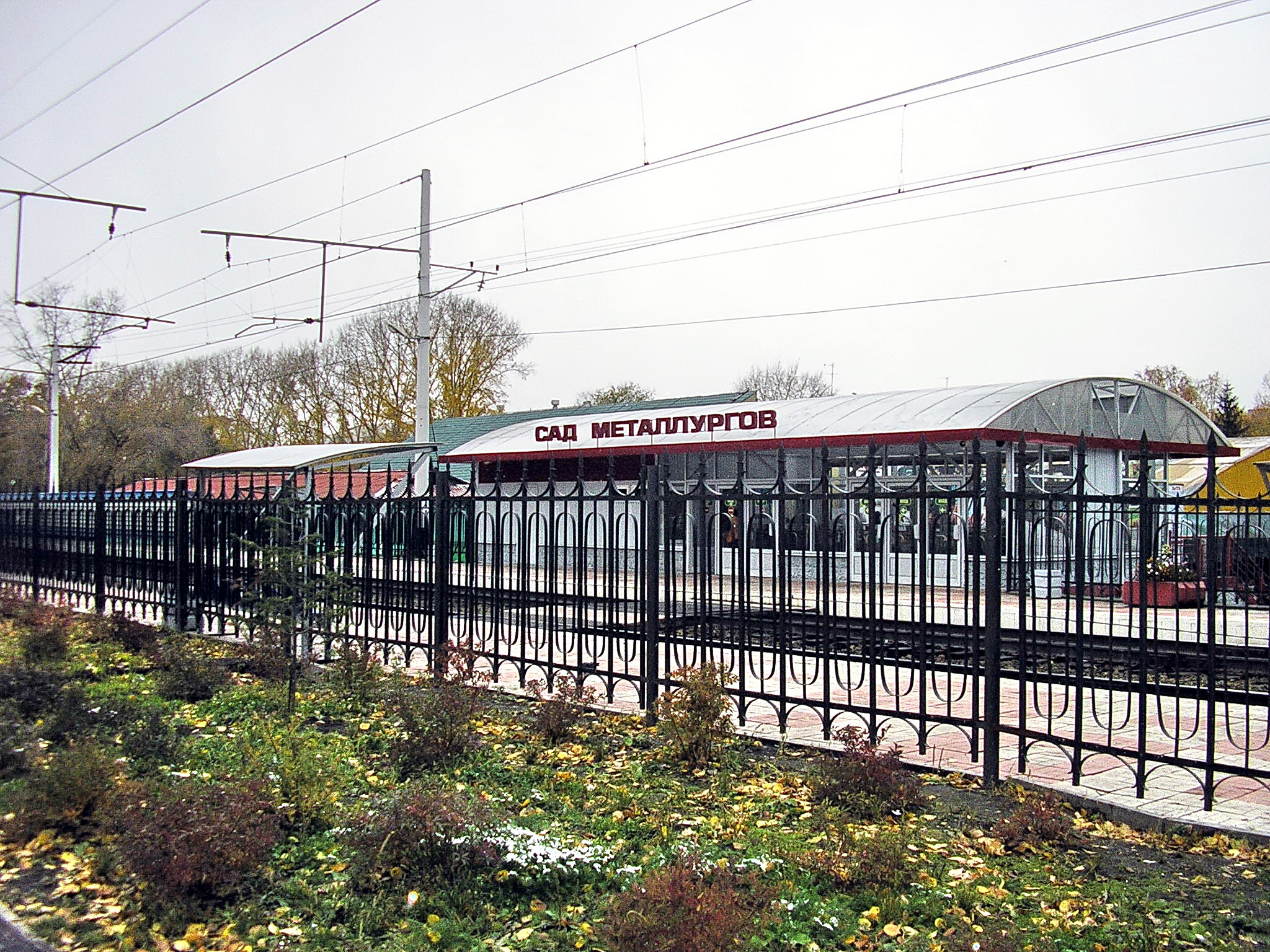
Остановочная платформа Сад Металлургов

- рзд. Водный (построен в 1943 году)
- о.п. Топольники (до 2004 года разъезд)
- о.п. Достоевский
- ст. Садовая
- ст. Островская (построена в 1959 году)-небольшая 5 путная станция, стыковка однопутного участка на Водный с двупутным на Новокузнецк — Северный
- о.п. Сад Металлургов
- о.п. Стройбаза
- о.п. Запсибовская
- ст. Новокузнецк Северный (построена в 1960 году) — крупная промышленная станция, обслуживающая ОАО «ЕВРАЗ-ЗСМК» (с неё уходят ветки на ст. Входная, Скрапная, Химическая)
- о.п. Заводоуправление
- о.п.28 километр
- ст. Полосухино

Между рзд. Водным и о.п. Топольники после моста через реку Томь есть ответвление на ст. Обнорскую со стороны Водного (построено в 1943)
На линии довольно интенсивное грузовое движение, в среднем 35 пар поездов в сутки(по разъезду Водный), используются только электровозы ВЛ10в/и и 2ЭС6,3ЭС6 иногда можно увидеть ТЭМ18Д резервом. С 1975 по 1990 ездили миксеры с жидким чугуном от КМК до ЗСМК. На лето 2011 года 5 пар электропоездов(ЭР2Т и ЭД4М):
из Новокузнецка  на Новокузнецк
6902 Карлык 6901 Карлык
6256 Ерунаково 6259 Ерунаково
6904 Томусинская (обратно через тальжино)
6906 Томусинская 6906 Томусинская
6268 Ерунаково 6269 Ерунаково
6910 Карлык 6909 Карлык
зимой ходят 3 пары поездов
6902 Карлык 6901 Карлык
6256 Полосухино (ОБРТНО РЕЗЕРВОМ)
6268 Полосухино 6269 Полосухино
6910 Карлык 6909 Карлык

## Искусственные сооружения

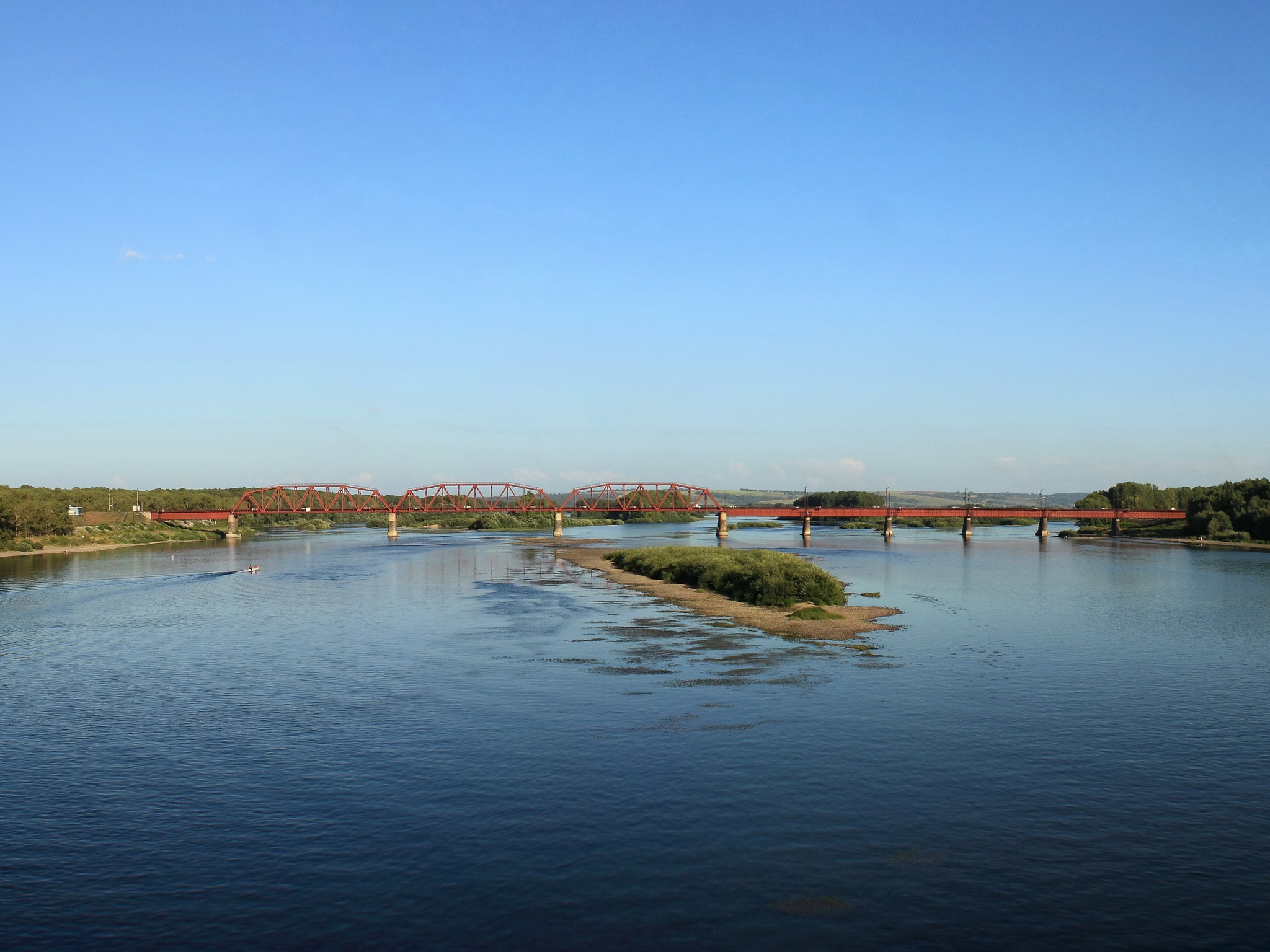
Железнодорожный мост через р. Томь

- путепровод над 2-м Андреевским переулком (Южный въезд)
- путепровод через линию на Новокузнецк-восточный (жд)
- путепровод над пр. Октябрьским (в т ч заезд троллейбусов в депо)
- путепровод над ул. Вертолетной
- мост через р. Томь
- путепровод над ул. Ленина (автотранспорт и трамваи)
- путепровод под ул. Запсибовское шоссе
- путепровод над Пойменным шоссе
- путепровод над ул. 40 лет ВЛКСМ
- путепровод над ул. Промстроевская
- путепровод над Бызовским шоссе

### Запсибовская линия
с 1961 по 2009 год
- Стройбаза
- Космическая
- Кислородный
- Гидрошахта.

По состоянию на 2024 год линия полностью заброшена, разобрано верхнее строение пути.
Проходит к югу от ЗСМК

## Перспективы развития
Существуют планы построить остановки на пересечениях с Октябрьским проспектом, на Левом Берегу, и на Советской площади.